# Bisdom Limoges

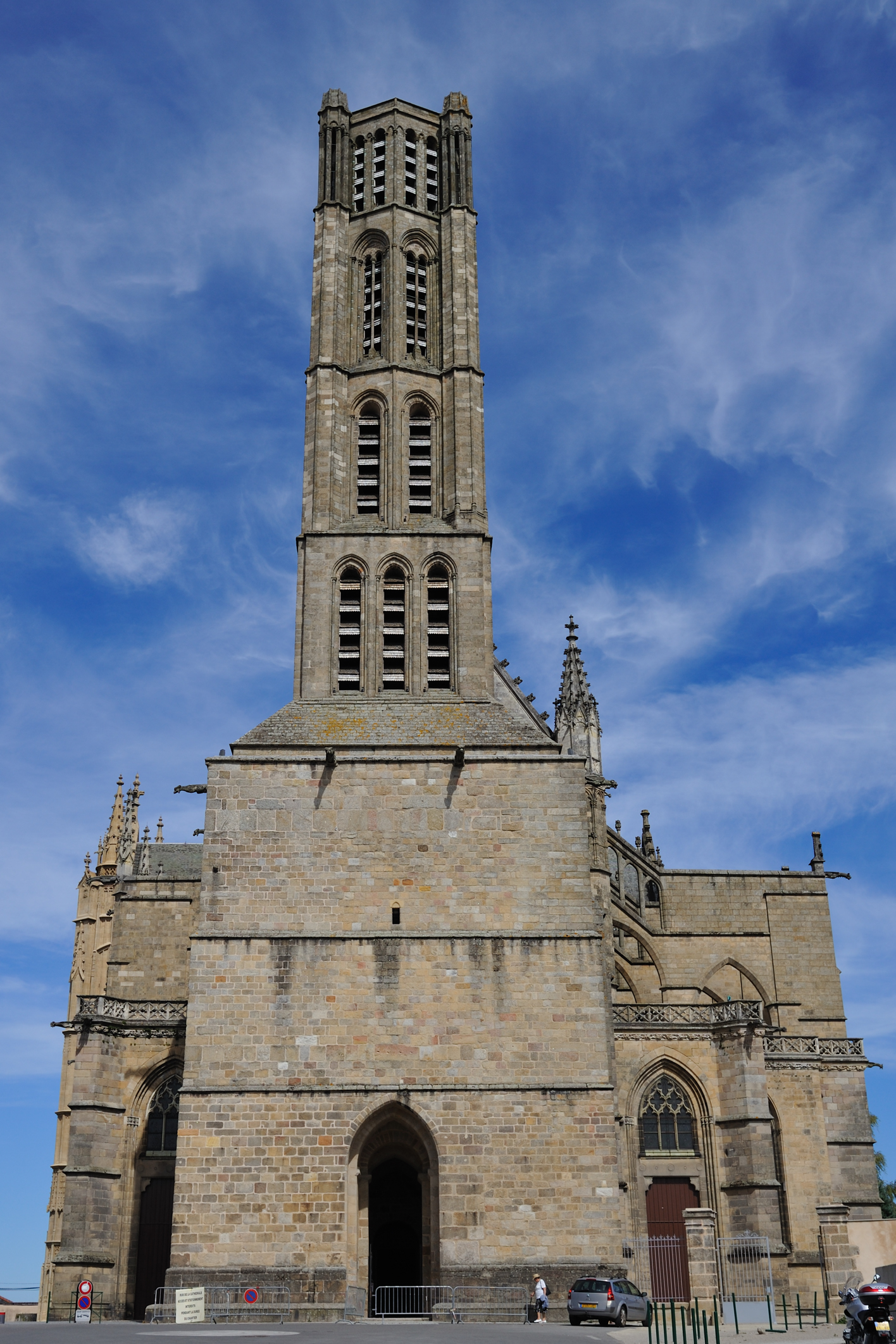
Cathédrale Saint-Etienne van Limoges

Het bisdom Limoges (Latijn: Dioecesis Lemovicensis; Frans: Diocèse de Limoges) is een rooms-katholiek bisdom opgericht in de Romeinse tijd, met zetel in de Franse stad Limoges.
In de meer dan 1.600 jaar bestaan van het bisdom zijn er meerdere territoriale verschuivingen van parochies geweest. Grosso modo kwam het bisdom overeen met de oude Franse provincie Limousin. De belangrijkste wijziging vond plaats in 1317: paus Johannes XXII in Avignon scheurde de Corrèze af van het bisdom Limoges af om een nieuw bisdom Tulle te creëren. Van 1801 tot 1822 was het bisdom Tulle afgeschaft en kwam de Corrèze tijdelijk terug naar het bisdom Limoges.
Vandaag beslaat het territorium van het bisdom Limoges de Franse departementen Haute-Vienne en Creuse. De bisschopskerk is de Cathédrale Saint-Etienne in de stad Limoges.
Het grootste deel van haar verleden was Limoges een suffragaanbisdom van het aartsbisdom Bourges. In 2002 besliste paus Johannes Paulus II dat Limoges suffragaanbisdom werd van het aartsbisdom Poitiers.
Vanaf de jaren 1980 werd het aantal parochies drastisch herleid van 481 in 1978 naar 30 parochies in 2021. In 2021 telde het bisdom 406.000 katholieken, 82% van de totale bevolking.

## Enkele bekende bisschoppen van Limoges
- Martialis van Limoges 3e eeuw, eerste bisschop van Limoges
- Ruricius van Limoges, Latijns auteur 6e eeuw